# 李炌
李炌，字誾修，山東長山縣人。清朝初年政治人物。

## 生平
明崇禎十五年（1642年）壬午科山東鄉試中舉。清順治三年（1646年），登進士。授歷任長沙府、衢州府推官。